# Język islandzki
Język islandzki (isl. íslenska) – język z grupy języków nordyckich, którym posługują się mieszkańcy Islandii. Posługuje się nim około 320 tys. osób, głównie Islandczyków w kraju i na emigracji. Zapisywany jest alfabetem łacińskim.

## Historia
Etapy rozwoju języka islandzkiego to okres staroislandzki (do 1550 r.) i nowoislandzki (po 1550 r.).
Początkowo był to język osadników norweskich, tzw. norse, czyli język staronordyjski. Z tego pierwotnego języka wykształciły się islandzki i norweski. Jednak ze względu na izolację wyspy, język islandzki zmienił się nieznacznie od początku drugiego tysiąclecia, dlatego współcześni Islandczycy mogą bez wcześniejszego przygotowania czytać sagi spisane w XII i XIII wieku. Zaszły jednak głębokie zmiany w artykulacji i wymowie wyrazów.
Umiejętność pisania i czytania była na Islandii powszechna, nawet wśród chłopów, którzy przechowywali stare rękopisy sag, czytane podczas długich zimowych nocy. Po przyjęciu chrześcijaństwa w 1000 roku, w wyniku decyzji Althingu, wprowadzono na wyspie alfabet łaciński. Alfabet islandzki zawiera kilka dodatkowych liter (w nawiasie litery rzadko używane):
A Á B (C) D Ð E É F G H I Í J K L M N O Ó P (Q) R S T U Ú V (W) X Y Ý (Z) Þ Æ Ö
Pierwszą książką wydaną w języku islandzkim był Nowy Testament przetłumaczony przez Oddura Gottskálkssona. W 1584 roku staraniem biskupa Guðbrandura wydrukowano pierwszy pełny przekład Pisma Świętego – Guðbrandsbiblía. Odmiana wyrazów w języku islandzkim jest prezentowana w internetowej bazie danych Beygingarlýsing íslensks nútímamáls, nad którą rozpoczęto prace w 2002 roku.

## Fonologia

### Spółgłoski
W przypadku spółgłosek zwartych język islandzki posiada raczej rozróżnienie na głoski przydechowe i bezprzydechowe, niż dźwięczne i bezdźwięczne. Tradycyjne rozróżnienie cechuje spółgłoski szczelinowe, półotwarte, a także, co jest zjawiskiem wyjątkowym wśród języków naturalnych świata, głoski nosowe.
|             |            | dwuwargowe | wargowo-zębowe | zębowe | dziąsłowe | podniebienne | miękkopodniebienne | krtaniowe |
| ----------- | ---------- | ---------- | -------------- | ------ | --------- | ------------ | ------------------ | --------- |
| zwarte      | zwarte     | pʰ p       |                | tʰ t   |           | cʰ c         | kʰ k               | ʔ         |
| nosowe      | nosowe     | m̥ m        |                | n̥ n    |           | ɲ̊ ɲ          | ŋ̊ ŋ                |           |
| szczelinowe | syczące    |            |                |        | s         |              |                    |           |
| szczelinowe | niesyczące |            | f v            |        | θ ð       | ç j          | x ɣ                | h         |
| drżące      | drżące     |            |                |        | r̥ r       |              |                    |           |
| boczne      | boczne     |            |                |        | l̥ l       |              |                    |           |

/s/ jest spółgłoską dziąsłową apikalną bezdźwięczną . /θ/ i /ð/ są spółgłoskami dziąsłowymi szczelinowymi niesyczącymi ; pierwsza jest laminalna, natomiast druga z reguły apikalna .
Dźwięczne głoski szczelinowe [v], [ð], [j] i [ɣ] realizowane są często jako aproksymanty.
Wśród językoznawców toczy się dyskusja, czy uznać głoski [c] i [cʰ] za oddzielne fonemy, czy też allofony [k] i [kʰ]. Z jednej strony pary minimalne: gjóla [couːla] „lekki wiatr” a góla [kouːla] „krzyk” i kjóla [cʰouːla] „ubrania” a kóla [kʰouːla] „kola” świadczą o statusie niezależnych fonemów. Jednak przed powyższymi samogłoskami mogą pojawić się tylko spółgłoski zwarte podniebienne, a nie zwarte miękkopodniebienne. Niektórzy lingwiści opowiadają się w związku z tym za tym, że pierwotne formy dla [couːla] i [cʰouːla] wyglądały następująco: /kjoula/ i /kʰjoula/, jak również za wystąpieniem procesu fonologicznego /k(ʰ)j/ → [c(ʰ)].
Głoski dziąsłowe szczelinowe niesyczące [θ] i [ð] są allofonami jednego fonemu. [θ] pojawia się na początku słów, np. þak [θaːk] „dach”, oraz przed spółgłoskami bezdźwięcznymi, np. maðkur [maθkʏr] „robak”. [ð] stoi wewnątrz słów, np. iða [ɪːða] „wir”, oraz w wygłosie, np. bað [paːð] „wanna”, gdzie może być także ubezdźwięcznione, gdy koniec słowa to również koniec całego wyrażenia.
Spośród samogłosek nosowych bezdźwięcznych tylko [n̥] występuje na początku słowa, np. hné [n̥jɛː] „kolano”. Ostatnio nasila się tendencja, by udźwięczniać spółgłoski w tej pozycji, np. hnífur [nivʏr] „nóż” zamiast [n̥ivʏr]). Głoska nosowa podniebienna stoi przed głoskami zwartymi podniebiennymi, a nosowa miękkopodniebienna przed zwartymi miękkopodniebiennymi. [ŋ] stoi również przed [l] i [s] w przypadku utraty głoski [k] w połączeniach [ŋkl] i [ŋks].
Spółgłoski z przydechem nagłosowym [hp ht hc hk] (np. löpp [lœhp] „stopa”) nie pojawiają się na początku słowa. Geminaty [pp tt cc kk] wymawiane są w tej samej długości co zwykłe spółgłoski [p t c k], sprawiają jednak, że poprzedzająca je samogłoska czytana jest jako krótka (jak w języku niemieckim).

### Samogłoski
Język islandzki posiada 8 samogłosek pojedynczych i 5 dyftongów. Wszystkie samogłoski, w tym również dyftongi, mogą być długie bądź krótkie. Długość samogłosek jest jednak zależna od kontekstu i przez to nie stanowi cechy dystynktywnej.
|                    | przednie | centralne | tylne |
| ------------------ | -------- | --------- | ----- |
| przymknięte        | i        |           | u     |
| prawie przymknięte | ɪ ʏ      |           |       |
| półotwarte         | ɛ œ      |           | ɔ     |
| otwarte            |          | a         |       |

Dyftongi: [ai], [au], [ei], [øy], [ou].

## Gramatyka
Islandzki, w odróżnieniu od innych germańskich języków, jest językiem fleksyjnym. Zachował on wiele form starogermańskich, które zanikły choćby w językach skandynawskich.
- Rzeczownik    Rzeczowniki przyporządkowane są do trzech rodzajów gramatycznych: męskiego, żeńskiego i nijakiego i odmieniają się przez cztery przypadki: mianownik, biernik, celownik i dopełniacz.

| liczba     | przypadek  | r. męski | r. żeński | r. nijaki | neuter    |
| ---------- | ---------- | -------- | --------- | --------- | --------- |
| pojedyncza | mianownik  | hattur   | borg      | glas      | gler      |
| pojedyncza | biernik    | hatt     | borg      | glas      | gler      |
| pojedyncza | dopełniacz | hatti    | borg      | glasi     | gleri     |
| pojedyncza | celownik   | hatts    | borgar    | glass     | glers     |
| mnoga      | mianownik  | hattar   | borgir    | glös      | gler      |
| mnoga      | biernik    | hatta    | borgir    | glös      | gler      |
| mnoga      | dopełniacz | höttum   | borgum    | glösum    | gler(j)um |
| mnoga      | celownik   | hatta    | borga     | glasa     | gler(j)a  |

Dla każdego rodzaju istnieją dwa główne deklinacyjne paradygmaty: rzeczowniki słabe i mocne, które – w zależności od dopełniacza l. poj. oraz mianownika liczby mnogiej – dzielą się na podklasy. Dla przykładu, w odmianie rzeczowników mocnych rodzaju męskiego, w podklasie 1 rzeczownikowi w dopełniaczu l. poj. przyporządkowana jest końcówka -s, oraz -ar mianownikowi l.mn.
hestur („koń”) – dop. l. poj.: hests – mian. l. mn.: hestar
Natomiast w subklasie 3 rzeczowniki mocne otrzymują odpowiednio końcówki -ar oraz -ir
hlutur („rzecz”) – dop. l. poj.: hlutar – mian. l. mn.: hlutir
- Przymiotnik

Przymiotnik odmienia się zgodnie z rodzajem i liczbą rzeczownika. Odmiana przymiotnika dzieli się na słabą i mocną. Przykład odmiany mocnej:
| Islandzki         |       | r. męski  | r. żeński  | r. nijaki |
| ----------------- | ----- | --------- | ---------- | --------- |
| Liczba pojedyncza | mian. | íslenskur | íslensk    | íslenskt  |
| Liczba pojedyncza | bier. | íslenskan | íslenska   | íslenskt  |
| Liczba pojedyncza | cel.  | íslenskum | íslenskri  | íslensku  |
| Liczba pojedyncza | dop.  | íslensks  | íslenskrar | íslensks  |
| Liczba mnoga      | mian. | íslenskir | íslenskar  | íslensk   |
| Liczba mnoga      | bier. | íslenska  | íslenskar  | íslensk   |
| Liczba mnoga      | cel.  | íslenskum | íslenskum  | íslenskum |
| Liczba mnoga      | dop.  | íslenskra | íslenskra  | íslenskra |

Przykład użycia w zdaniu:
Ég bý með íslenskri konu – „Mieszkam z Islandką (dosłownie z islandzką kobietą)”.
- Rodzajnik

W języku islandzkim nie występuje rodzajnik nieokreślony, natomiast rodzajnik określony występuje – podobnie jak w językach skandynawskich – jako przyrostek: hvalur: „(jakiś) wieloryb” – hvalurinn: „(ten) wieloryb”; klukka: „(jakiś) zegar” – klukkan: „(ten) zegar”.
- Czasownik

Czasowniki podlegają odmianie przez osobę, liczbę, tryb, stronę i czas. Wyróżnia się trzy odmiany, z zakończeniem -ar, -ir, bądź -ur  Przykładowe odmiany w czasie teraźniejszym:
tala (mówić)
| Liczba     | pojedyncza | pojedyncza | pojedyncza              | mnoga  | mnoga  | mnoga            |
| osoba      | ég ja      | þú ty      | hann/hún/það on/ona/ono | við my | þið wy | þeir/þær/þau oni |
| ---------- | ---------- | ---------- | ----------------------- | ------ | ------ | ---------------- |
| tala mówić | tala       | talar      | talar                   | tölum  | talið  | tala             |

vera* („być”):
| vera | er | ert | er | erum | eruð | eru |

* czasownik nieregularny
Læra („uczyć się”) – czasownik zakończony na -ir
| læra | læri | lærir | lærir | lærum | lærið | læra |

Velja („wybierać”), czasownik zakończony na -ur:
| velja | vel | velur | velur | veljum | veljið |  |

Wyróżnia się dziesięć czasów. Podobnie jak w innych językach germańskich istnieją dwa czasy proste (teraźniejszy i przeszły), pozostałe czasy tworzy się przy użyciu czasowników posiłkowych.
W islandzkim są trzy strony: czynna, bierna i medialna.
- Liczebnik

| 1  | einn    | 19      | nítján          |
| 2  | tveir   | 20      | tuttugu         |
| 3  | þrír    | 21      | tuttugu og einn |
| 4  | fjórir  | 30      | þrjátíu         |
| 5  | fimm    | 40      | fjörutíu        |
| 6  | sex     | 50      | fimmtíu         |
| 7  | sjö     | 60      | sextíu          |
| 8  | átta    | 70      | sjötíu          |
| 9  | níu     | 80      | áttatíu         |
| 10 | tíu     | 90      | níutíu          |
| 11 | ellefu  | 100     | (eitt) hundrað  |
| 12 | tólf    | 101     | hundrað og einn |
| 13 | þrettán | 200     | tvö hundruð     |
| 14 | fjórtán | 1000    | (eitt) þúsund   |
| 15 | fimmtán | 10000   | tíu þúsund      |
| 16 | sextán  | 100000  | hundrað þúsund  |
| 17 | sautján | 1000000 | ein milljón     |
| 18 | átján   | zero    | núll            |

## Zabytki języka islandzkiego
- Edda poetycka – zbiór pieśni o tematyce mitologicznej,
- Heimskringla czyli „Krąg ziemi" – historia królów norweskich,
- Íslendingabók czyli „Księga o Islandczykach",
- Landnámabók czyli „Księga o zajmowaniu ziemi".